# Somethin’ Stupid
A Somethin' Stupid című dal szerzője C. Carson Parks, a számot eredetileg 1967-ben Parks és felesége, Gaile Foote rögzítette Carson and Gaile néven. Frank Sinatra és lánya, Nancy Sinatra előadásában vált híressé.

## A Carson and Gaile eredeti felvétele
A 60-as évek elején Carson Parks folkzenész volt Los Angelesben. A The Easy Riders amerikai zenekarnak volt az alkalmi tagja, fellépett a The Steeltown Three-vel is, amelyben játszott az öccse, Van Dyke Parks is. 1963-ban megalapította a Greenwood County Singers együttest, amely később The Greenwoods néven szerepelt, együtt két nagy sikerdalt könyvelhettek el. Mielőtt a Greenwoods feloszlott, Parks és Foote összeházasodtak és Carson and Gaile néven a Knap Records lemezkiadónál felvették a San Antonio Rose című albumot. Ezen a lemezen található a Somethin' Stupid. Frank Sinatra ekkor figyelt fel a dalra.

## Frank és Nancy Sinatra
A dal legsikeresebb és legismertebb verzióját Frank és Nancy Sinatra adta elő, Sinatra The World We Knew című albumán szerepelt. Sinatra lejátszotta Parks felvételét lánya producerének, Lee Hazlewoodnak, aki visszahívta őt telefonon: "Azt kérdezte, Tetszik?" és én azt mondtam, "Tetszik és ha nem énekeled el Nancy-vel, akkor én fogom." Ő azt felelte: "Megcsináljuk, foglalj le egy stúdiót."
A dal 4 hétig maradt a slágerlista 1. helyén az Amerikai Egyesült Államokban a Billboard Hot 100 listán és 9 hétig szerepelt a Hot Adult Contemporary Tracks lista élén, Frank Sinatra második arany kislemeze lett a RIAA szerint. Nancy Sinatra harmadik kislemeze lett. Ez volt az első olyan azonnali sikert elérő dal Amerikában, amit apa-lány előadópáros énekelt. A kislemez az Egyesült Királyságban is az első helyre került abban az évben. Al Casey rock and roll gitáros játszott a felvételen.

## Egyéb verziók
Az eredeti verzió megjelenése óta a dalnak számos változata született.

### Robbie Williams verziója
2001-ben Robbie Williams brit popénekes énekelte el a Somethin’ Stupidet Nicole Kidman ausztrál színésznővel közösen. A dal felkerült Williams 2001-es albumára, a Swing When You’re Winning-re és az év végére a brit slágerlista élére került. Williams első karácsonyi No. 1. kislemeze lett az Egyesült Királyságban, és összesen az ötödik kislemeze lett. A kislemezből 98506 darabot adtak el megjelenésének első hetében és összesen 366000 darabot, emiatt a BPI ezüstlemezzé nyilvánította.
2001-ben az Egyesült Királyságban a kislemez a 30. legjobban eladott single lett.
A kislemez Új-Zélandon is a slágerlista élére került, aranylemez lett, és ugyanebben az időszakban Európában az énekes legjobban eladott kislemeze lett, a legtöbb országban bekerült a Top 10-be. Ausztráliában Williams negyedik Top 10 kislemeze lett, a több, mint 35 000 eladott példány miatt aranylemez minősítést kapott.
A Somethin' Stupid alábbi formátumai jelentek meg:
UK CD

(Megjelent: 2001. december 10.)
1. "Somethin' Stupid" közreműködik Nicole Kidman – 2:50
2. "Eternity" [zenekari változat] – 5:33
3. "My Way" [Live at the Albert Hall] – 7:01
4. "Somethin' Stupid" Enhanced Video

UK DVD

(Megjelent: 2001. december 10.)
1. "Somethin' Stupid" Music Video
2. "Somethin' Stupid" Behind Scenes
3. "That's Life" Audio
4. "Let's Face The Music and Dance" Audio

| Ország             | Minősítés (ha van) | Eladások |
| ------------------ | ------------------ | -------- |
| Ausztrália         | aranylemez         | 35,000+  |
| Ausztria           | aranylemez         | 15,000+  |
| Franciaország      | ezüstlemez         | 100,000+ |
| Németország        | aranylemez         | 150,000+ |
| Új-Zéland          | aranylemez         | 7,500+   |
| Svájc              | aranylemez         | 20,000+  |
| Egyesült Királyság | ezüstlemez         | 200,000+ |

| Slágerlista (2001)                  | Csúcs pozíció |
| ----------------------------------- | ------------- |
| Egyesült Királyság kislemez listája | 1             |
| Olaszország kislemez listája        | 1             |
| Lettország kislemez listája         | 1             |
| Új-Zéland kislemez listája          | 1             |
| Argentína kislemez listája          | 2             |
| Ausztria kislemez listája           | 2             |
| Németország kislemez listája        | 2             |
| Svájc kislemez listája              | 3             |
| Hollandia kislemez listája          | 5             |
| Dánia kislemez listája              | 6             |
| Mexikó kislemez listája             | 6             |
| Ausztrália kislemez listája         | 8             |
| Norvégia kislemez listája           | 9             |
| Franciaország kislemez listája      | 16            |
| Svédország kislemez listája         | 17            |
| Lengyelország kislemez listája      | 2             |

### Más előadók
- Ugyanabban az évben, amikor Frank Sinatra verziója az amerikai slágerlisták élére került, egy feltörekvő country-énekes, Tammy Wynette előadta a saját verzióját David Houston énekessel debütáló albumán, a My Elusive Dreams című nagylemezen.
- Szintén 1967-ben a francia énekes, Sacha Distel jelentette meg a dal francia nyelvű verzióját, a Ces mots stupides-t.
- A The Motown kiadónál jelent meg Marvin Gaye és Tammi Terrell verziója 1967-es albumukon, a United című lemezen.
- Ali Campbell a UB40 tagja és lánya, Kibibi Campbell 1995-ös albumukra, a Big Love című nagylemezre vette fel a dalt, kislemezként is megjelentették, az Egyesült Királyságban 1995 decemberében a 30. lett.
- A The Smithereens válogatásalbumán, az Attack of the Smithereens-en jelent meg a dal.
- 2005-ben Albin de la Simone albumán jelentek meg a dal következő verziói, duettek a következő előadókkal: Jeanne Cherhal és Albin de la Simone, Amanda Barrie és Johnny Briggs, a Global Kryner folk zenekar, a The Mavericks és Trisha Yearwood előadásában az 1995-ös albumukon, a Music for All Occasions-ön, egy héber verzió, I Love You címmel Matti Caspi és lánya előadásában, ez a dal 2005-ben megjelent You Are My Woman című nagylemezükön is szerepel. A dal szerepel az ausztrál Frente zenekar Accidentally Kelly Street című kislemezén is.
- 2006-ban a DeVotchKa zenekar jelentetett meg egy EP-t, a Curse Your Little Heart címűt, amely tartalmazta a Somethin' Stupid című dalt is.
- A walesi folkénekes, Mary Hopkin rögzítette a saját verzióját Y Caneuon Cynnar (The Early Recordings) címmel.
- Egy kolumbiai duó, az Ana & Jaime rögzítette saját verzióját Algo Estupido címmel.

## Kulturális hivatkozások
- A Simpson család című amerikai rajzfilmsorozat Fekete Özvegy című epizódjában a Somethin’ Stupid című dal egy karaoke bárban hangzik el Sideshow Bob és menyasszonya, Selma Bouvier előadásában.
- A dal videóklipje feltűnik a World of Warcraft című videójátékban is.
- A dal elhangzik a Better Call Saul című sorozatban is.